# Fabian Society
La Fabian Society ou Société fabienne (du nom du général romain Quintus Fabius Maximus Verrucosus, appelé aussi Fabius « Cunctator » c'est-à-dire « le temporisateur ») est à la fois un cercle de réflexion et un club politique anglais de centre-gauche (l'un des premiers think-tanks) créé en 1884. De mouvance socialiste et réformiste, elle a été partie prenante de la création du Parti travailliste en 1900 et la refonte de celui-ci dans les années 1990 avec le New Labour. Elle a compté dans ses rangs tous les Premiers ministres travaillistes britanniques jusqu'à 2010, ainsi que les premiers chefs d'État et de gouvernement d'anciennes colonies britanniques tels que l'Inde, le Pakistan ou Singapour. Des sociétés similaires existent aussi en Australie (The Australian Fabian Society), au Canada (The Douglas-Coldwell Foundation) et en Nouvelle-Zélande. 
La Société s'est particulièrement distinguée durant la période qui va de sa fondation à la Première Guerre mondiale. Elle compte parmi ses rangs des personnalités éminentes telles que George Bernard Shaw ou Herbert George Wells, dont certaines l'ont plus ou moins rapidement quittée. La création de la London School of Economics est également à mettre à l'actif de la Fabian Society lors de cette période.
La société, qui compte une branche jeunesse (Young Fabian) et un réseau de femmes fabiennes (Fabian Women's Network), se propose d'analyser les défis que la mondialisation et les changements sociaux posent au Royaume-Uni et au reste des pays industrialisés. Elle veut, à travers ses études, participer à l'élaboration des idées politiques et des réformes qui permettront d'y répondre d'une façon progressiste au XXIe siècle.

## Création

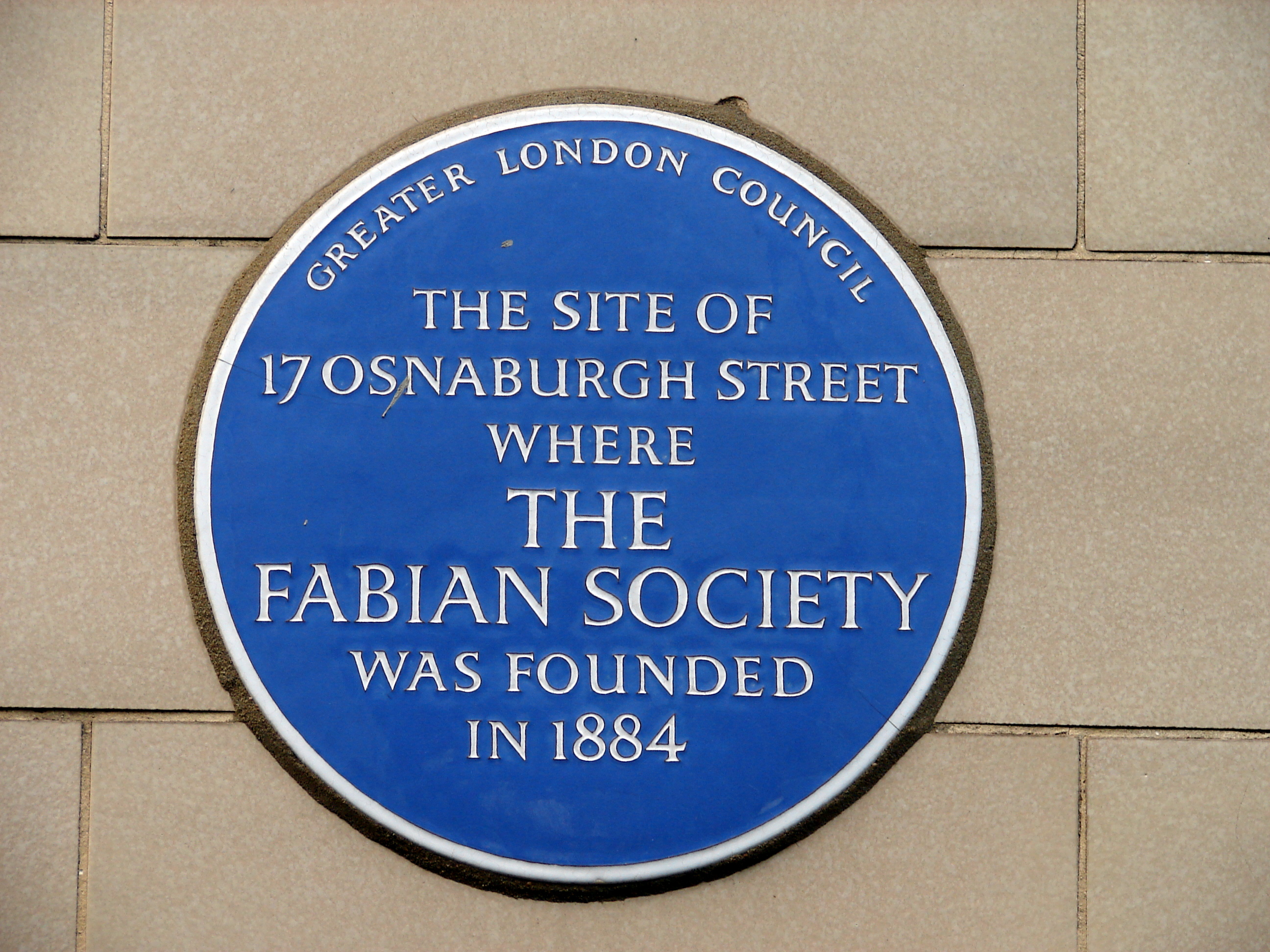
Plaque bleue, Londres

La Société fabienne est issue d'une scission en janvier 1884 au sein du groupe des « Compagnons de la nouvelle vie » qui avait été fondé par le philosophe Thomas Davidson. Le 23 novembre 1883, cette société adopte la résolution suivante :
« Les membres de la société affirment que le système compétitif assure le bonheur et le confort du petit nombre au détriment de la souffrance du plus grand nombre et que la société doit être reconstruite de telle manière qu'elle garantisse le bien-être général et le bonheur »
Cette résolution marque le début d'une scission entre ceux qui poursuivent une finalité purement spirituelle et ceux qui veulent s'occuper davantage de problèmes économiques et politiques. La Fabian Society qui naît officiellement le 4 janvier 1884 s'inscrit résolument dans le deuxième courant et fait de la résolution précédente la base de l'adhésion des nouveaux membres. George Bernard Shaw adhère à la société en septembre 1884, Sydney Olivier, Sidney Webb en mars 1885, Graham Wallas en avril 1886. En 1889, ils publient l'ouvrage Fabians Essays in Socialism qui fera connaître leurs idées.
La Société durant la période allant de la fin du XIXe siècle et jusqu'à la Première Guerre mondiale a connu une période forte, elle est à l'origine du socialisme municipal, de la London School of Economics et elle a eu dans ses rangs, parfois pour une courte période, des personnalités telles que Walter Crane, Edith Nesbit, Leonard Woolf, Emmeline Pankhurst, H. G. Wells, Annie Besant, Beatrice Webb, Vida Dutton Scudder. D'une manière générale, ses membres étaient plutôt issus de la classe moyenne britannique.

## Les premiers fabiens

### Les premiers fabiens et le marxisme
Les premiers fabiens ont lu Marx vers 1885 dans une édition française. Ils ont de nombreux points de désaccords avec le marxisme :
- ils ne croient pas à la loi des rentes de David Ricardo et ils préfèrent l'analyse de la valeur de Stanley Jevons à celle de Karl Marx ;
- ils rejettent l'idée de déterminisme économique et l'historicisme de Marx. Plus généralement, ils sont plutôt pragmatiques et apprécient peu les abstractions métaphysiques. Philosophiquement, ils se présentent comme « héritiers directs des Lumières dans sa version utilitariste anglaise »[7]
- ils ne pensent pas que l'avènement du socialisme soit inéluctable et pour eux il devait découler d'un ensemble de réformes.

### Une démarche marquée par l’ingénierie sociale
Pour Max Beer « la société fabienne paraît former un institut d'ingénierie sociale ». Selon lui, la société est plus intéressée par les mécanismes à mettre en place, la machinerie administrative, le rôle des experts, la méritocratie que par la démocratie.
S'ils sont pour une intervention de l'État, ils n'en ont pas une vision unitaire et évoquent davantage les natures plus que la nature d'un État-socialiste. Au début les fabiens sont plutôt vus comme des partisans du socialisme municipal. La façon de concevoir l'État va opposer au début du XXe siècle Sidney Webb et George Bernard Shaw partisans d'un État bureaucratique à Herbert George Wells plus marqué par la République de Platon comme cela transparait dans son livre de 1905 A Modern Utopia. Dans son livre The New Machiavelli, Herbert George Wells décrit de façon romancée son expérience à la Fabian Society. Concernant son opposition à Sidney Webb et à Beatrice Webb qu'il nomme les Baileys, il écrit « la vision qu'ils me proposaient comme le but d'un comportement inspiré par l'esprit public, me semblait plus dur, plus étroit, être une version plus spécialisée de l'idée d'un État bien formé et méthodique sur laquelle Willersley (il désigne par ce nom Graham Wallas) et moi avions travaillé dans les Alpes. Ils voulaient comme nous des choses plus organisées, plus corrélées au gouvernement et à un but collectif, mais ils ne voyaient pas cela en termes de plus grande compréhension collective mais en termes de fonctionnarités, de changements législatifs et de méthode d'administration. […] » 

### Les fabiens: protectionnisme et social-impérialisme

#### Le contexte anglais finXIXedébutXXesiècle
Au tournant XIXe / XXe siècle, le Royaume-Uni voit sa place de première puissance économique et politique menacée par de nouveaux concurrents (Allemagne et États-Unis notamment). Certains, parmi lesquels les fabiens, mais aussi des libéraux impérialistes Richard Burdon Haldane, Edward Grey, et des conservateurs vont vouloir renforcer l'efficience nationale et réaliser des réformes sociales vues aussi comme renforçant l'efficience à travers l'idée d'un protectionnisme impérial. Cela provoquera la création par Sidney Webb du Coefficients club. 
L'idée impériale se développe notamment à partir du moment où Benjamin Disraeli fait proclamer la Reine Victoria Impératrice des Indes puis de la création de l'Imperial Federation League (1884) et de l'United Empire Trade League (1891). Pour Victor Bérard, en 1900, l'idée impériale triomphe au Royaume-Uni.
Cette montée en puissance de l'impérialisme va provoquer un très fort clivage parmi les libéraux, entre ceux qui veulent rester sur une position libre-échangiste, les libéraux radicaux et les libéraux impérialistes favorables à la notion d'Empire. Ce clivage est renforcé par la Guerre des Boers et par le ralliement, en 1903, de Joseph Chamberlain au programme de réformes douanières et de préférences impériales.
Alors que le parti libéral est alors un parti de centre gauche, à travers lequel les fabiens veulent faire avancer un certain nombre d'idées. Des personnages clés des libéraux impérialistes deviendront, après la Première Guerre mondiale, des travaillistes notamment Richard Burdon Haldane.

#### Les débats parmi les fabiens: le triomphe ambigu de Sidney Webb

Loup camouflé sous une peau d'agneau, le blason original de la Fabian Society

Jusqu'en 1899, les fabiens s'étaient peu intéressés à l'Empire et aux échanges extérieurs. Entre 1900 et 1904, la situation va changer notamment à travers deux documents rédigés par George Bernard Shaw : Fabianism and the Empire (1900) et Fabianism and the Fiscal Question (1904). Dans le premier document, Shaw voit l'impérialisme comme le nouveau stade de la politique internationale dont les fabiens doivent s'occuper pour le sauver des conflits de classe et des intérêts privés. Parallèlement, il insiste sur l'importance de mieux utiliser économiquement les territoires ouverts au commerce par les armes et accessoirement de posséder une armée suffisante pour défendre l'Empire. Dans le second rapport, il soutient qu'aussi longtemps que le protectionnisme signifie « l'intervention délibérée de l'État dans le commerce […] [et] la subordination  des entreprises commerciales à des fins nationales, le socialisme n'avait rien à dire contre » Il y avait chez les fabiens l'idée qu'il fallait que Londres ne suive pas la voie de Rome et de Babylone qui étaient devenus trop dépendantes de leurs colonies.
L'adoption de cette ligne n'a pas été simple et a provoqué le départ de fabiens tels que Ramsay MacDonald, Emmeline Pankhurst,Graham Wallas et d'autres. Avant 1914, la Société Fabienne était parmi les mouvements socialistes anglais la seule à être protectionniste, tous les autres mouvements étant en faveur du libre-échange. Pour Bernard Semmel, les Webb avaient compris que si les libéraux impérialistes avaient des idées sociales, ils n'avaient pas de programme. Aussi, ils comptaient leur en fournir un. Mais, cet espoir fut déçu. Quand les libéraux impérialistes furent au pouvoir, ils durent compter avec les Libéraux Radicaux (David Lloyd George et Winston Churchill - il deviendra conservateur plus tard-) et ce sont eux qui firent les réformes sociales : journée de huit heures, National Insurance Law (système de sécurité sociale à la Bismarck), salaire minimal par secteur notamment. Pour financer ces réformes, ils augmentèrent les impôts sur la richesse alors que les fabiens voulaient les financer par des tarifs douaniers qui auraient également, selon eux, permis de baisser les taxes sur les revenus non gagnés

### Les fabiens et l'opinion publique
Beatrice Webb écrivait dans son livre Our Partnership,  : « Aucune grande transformation n'est possible dans une démocratie libre comme l'Angleterre sans que vous altériez l'opinion de toutes les classes de la communauté » .
Friedrich Hayek, parlant des époux Webb qui ont fortement marqué les premières années de la Société souligne qu'« ils étaient pleinement conscients de la fonction décisive des intellectuels dans la formation de l'opinion publique, et qu'ils savaient l'exercer ». Selon Hayek, qui a été lui-même longtemps professeur à la London School of Economics, cet établissement était un des éléments de la stratégie d'influence des Webbs. Il écrit « ils maintenaient la London School of Economics "honnêtement impartiale sur le plan théorique" (il cite Our partnership p.230) et avaient de l'estime pour sa prospérité persistante "aussi longtemps qu'elle demeurait neutre et ouverte aux tendances collectivistes" (Our partnership, p.463) » .
De façon plus indirecte, il est possible de noter qu'un des ouvrages majeurs de Walter Lippmann qui fut lui-même membre de la Société se nomme précisément Public Opinion (1922).

## La seconde génération
Dans l'entre-deux-guerres, la seconde génération de Fabiens inclut des auteurs comme R. H. Tawney, G. D. H. Cole et Harold Laski, et continue d'avoir une grande influence sur la pensée social-démocrate. Avec G. D. H. Cole, à l'idée d'un État bureaucratique tel que vu par Sidney Webb auquel Herbert George Wells, en son temps, avait opposé sans succès une vision plus platonicienne, succède une vision plus corporatiste plus axée sur les collectifs de travail
Plusieurs futurs dirigeants du Tiers monde ont été influencés par cette pensée, notamment :
- Jawaharlal Nehru qui s'inspira en partie des principes fabiens pour organiser après l'indépendance, l'économie indienne ;
- Obafemi Awolowo (Nigeria) ;
- le fondateur du Pakistan, l'avocat Muhammad Ali Jinnah, qui fut membre de la Fabian Society au début des années 1930 ;
- Lee Kuan Yew, Premier premier ministre de Singapour, note dans ses mémoires que sa philosophie politique initiale était fortement influencée par la Fabien Society, avant d'évoluer et d'en venir à penser que l'idéal socialiste des fabiens n'était pas adapté à la pratique.

Parmi les universitaires fabiens, on peut citer Bernard Crick ou l'économiste Nicholas Kaldor. De même plusieurs membres de la société fabienne ont été influents au parti travailliste anglais parmi lesquels nous pouvons citer les premiers ministres : Ramsay MacDonald, Clement Attlee, Harold Wilson.

## La Fabian Society et leNew Labour
La Fabian Society a été un lieu de discussion et de production de certaines idées du programme New Labour mis en place à partir de 1997 par Tony Blair et Gordon Brown.
Pour des observateurs tels que Robert Preston auteur d'un livre intitulé Brown's Britain  ou William Keegan, auteur d'un ouvrage sur la politique économique du New Labour, la plus forte contribution de la société fabienne serait l'indépendance de la Banque d'Angleterre. Cette indépendance résulterait d'un document de travail dirigé par Ed Ball (un ancien journaliste du financial Times) en 1992.
De même la Commission des impôts de la Fabian Society de 2000 est très souvent créditée d'avoir influencé la stratégie politique et le travail gouvernemental sur la question d'une augmentation significative des impôts pour financer les dépenses sociales. L'idée était d'augmenter les sommes dont pouvait disposer la sécurité sociale anglaise (National Health Service) grâce à la mise en place d'une taxe spécifique la (NHS Tax). En fait, si le gouvernement a augmenté les dépenses sociales, il n'a pas créé une taxe propre pour le NHS qui, en liant l'augmentation des impôts à un programme précis, aurait pu, selon les fabiens qui ont rédigé le document, rendre l'augmentation des impôts plus acceptable. Plusieurs autres recommandations dont la création d'une nouvelle tranche supérieure d'impôt sur le revenu n'ont pas été mises en place. Malgré tout ce document est considéré comme ayant eu une influence certaine dans les cercles politiques et économiques.

## Critiques
Léon Trotski pensait que le fabianisme était une tentative pour sauver le capitalisme de la classe ouvrière. Il écrit notamment : « À travers toute l'histoire du parti ouvrier britannique, il y eut des pressions de la bourgeoisie sur le prolétariat par le biais de radicaux et d'intellectuels de salon qui rejettent la lutte des classes et défendent le principe de solidarité sociale, prêchent la collaboration avec la bourgeoisie, brident, affaiblissent et dégradent politiquement le prolétariat. » Il déclarait aussi : « Le fabianisme, le MacDonaldisme et le pacifisme jouent aujourd'hui le même rôle vis-à-vis de l'histoire du prolétariat. Ils sont la propagande principale de l'impérialisme britannique, et de la bourgeoisie européenne, si ce n'est de celle mondiale. »
Dans un article du journal The Guardian du 14 février 2008, à la suite des excuses faites par le premier ministre australien Kevin Rudd aux « générations volées », Geoffrey Robertson critique les socialistes fabiens pour « avoir fourni la justification intellectuelle à la politique eugénique qui a conduit au scandale des générations volées. »